# Pu-Xian kineski
Pu-Xian kineski (ISO 639-3: cpx), jedan od presddstavnika makrokineskog jezika kojim govori 2 558 800 ljudi, od čega 2 520 000 u Kini (2000) u provinciji Fujian (okruzi Putian i Xianyou ili Hsienyu) a ostali u Maleziji (na poluotoku i Sarawaku), 24 700 (2000) i Singapuru 14 100 (2000).
Ima dva dijalekta koji se nazivaju po okruzima. Etnički su kalsificirani u Han Kineze.

## Vanjske poveznice
- Ethnologue (14th)
- Ethnologue (15th)